# 伊斯咸 (英國國會選區)

選區在大倫敦的位置

伊斯咸（英語：East Ham），英國國會一自治市選區，包括大倫敦的紐漢區東部。設於1997年。
2010年大選中工黨的斯蒂芬·蒂姆斯以70.4%選票勝出該區。